# Йорк (вождівство)
Йорк (англ. York) — одне із 4 вождівств Сільського округу Західної області Сьєрра-Леоне. Адміністративний центр — село Йорк.
Населення округу становить 129581 особа (2015; 63537 в 2004).

## Адміністративний поділ
У адміністративному відношенні вождівство складається з 7 секцій:
| № | Назва                         | Оригінальна назва              | Площа, км² | Населення, осіб (2008) | Адміністративний центр |
| - | ----------------------------- | ------------------------------ | ---------- | ---------------------- | ---------------------- |
| 1 | Гамільтон                     | Hamilton                       | -          | 6750                   | Гамільтон              |
| 2 | Ґбендембу                     | Gbendembu                      | -          | 13110                  | Ґбендембу              |
| 3 | Ґодеріч-Адонкія-Мілтон-Маргаї | Goderich-Adonkia/Milton Margai | -          | 13121                  | -                      |
| 4 | Ґодеріч-Функія                | Goderich-Funkia                | -          | 7624                   | Ґодеріч                |
| 5 | Йорк                          | York                           | -          | 6009                   | Йорк                   |
| 6 | Кент                          | Kent                           | -          | 6009                   | Кент                   |
| 6 | Саттія-Томбо                  | Sattia/Tombo                   | -          | 21729                  | Томбо                  |